# Asura peripherica
Asura peripherica är en fjärilsart som beskrevs av Embrik Strand 1912. Asura peripherica ingår i släktet Asura och familjen björnspinnare. Inga underarter finns listade i Catalogue of Life.